# Hirofumi Moriyasu
Hirofumi Moriyasu (森安 洋文 Moriyasu Hirofumi?, nacido el 23 de abril de 1985 en Tokio) es un exfutbolista japonés. Jugaba de defensa y su último club fue el FC Gifu de Japón.

## Trayectoria

### Clubes
| Club                 | País      | Año         |
| -------------------- | --------- | ----------- |
| Japan Soccer College | Japón     | 2004 - 2008 |
| Mitsubishi Mizushima | Japón     | 2009        |
| APIA Leichhardt      | Australia | 2010        |
| Sydney FC            | Australia | 2011 - 2012 |
| APIA Leichhardt      | Australia | 2012        |
| FC Gifu              | Japón     | 2012 - 2014 |

## Estadística de carrera

### J. League
| Club    | Año   | J. League | J. League | Copa J. League | Copa J. League | Total | Total |
| Club    | Año   | Part.     | Goles     | Part.          | Goles          | Part. | Goles |
| ------- | ----- | --------- | --------- | -------------- | -------------- | ----- | ----- |
| FC Gifu | 2012  | 3         | 0         | -              | -              | 3     | 0     |
| FC Gifu | 2013  | 29        | 1         | -              | -              | 29    | 1     |
| FC Gifu | 2014  | 3         | 0         | -              | -              | 3     | 0     |
| Total   | Total | 35        | 1         | 0              | 0              | 35    | 1     |